# ANKRD54
ANKRD54 (англ. Ankyrin repeat domain 54) – білок, який кодується однойменним геном, розташованим у людей на довгому плечі 22-ї хромосоми. Довжина поліпептидного ланцюга білка становить 300 амінокислот, а молекулярна маса — 32 505.
| 10         |  | 20         |  | 30         |  | 40         |  | 50         |
| ---------- |  | ---------- |  | ---------- |  | ---------- |  | ---------- |
| MAAAAGDADD |  | EPRSGHSSSE |  | GECAVAPEPL |  | TDAEGLFSFA |  | DFGSALGGGG |
| AGLSGRASGG |  | AQSPLRYLHV |  | LWQQDAEPRD |  | ELRCKIPAGR |  | LRRAARPHRR |
| LGPTGKEVHA |  | LKRLRDSANA |  | NDVETVQQLL |  | EDGADPCAAD |  | DKGRTALHFA |
| SCNGNDQIVQ |  | LLLDHGADPN |  | QRDGLGNTPL |  | HLAACTNHVP |  | VITTLLRGGA |
| RVDALDRAGR |  | TPLHLAKSKL |  | NILQEGHAQC |  | LEAVRLEVKQ |  | IIHMLREYLE |
| RLGQHEQRER |  | LDDLCTRLQM |  | TSTKEQVDEV |  | TDLLASFTSL |  | SLQMQSMEKR |
|            |  |            |  |            |  |            |  |            |

A: Аланін

C: Цистеїн

D: Аспарагінова кислота

E: Глутамінова кислота

F: Фенілаланін

G: Гліцин

H: Гістидин

I: Ізолейцин

K: Лізин

L: Лейцин

M: Метіонін

N: Аспарагін

P: Пролін

Q: Глутамін

R: Аргінін

S: Серин

T: Треонін

V: Валін

W: Триптофан

Кодований геном білок за функцією належить до фосфопротеїнів. 
Задіяний у таких біологічних процесах, як ацетилювання, альтернативний сплайсинг. 
Локалізований у цитоплазмі, ядрі.